# Алгоритмічна композиція
Алгоритмічна композиція — це техніка використання алгоритмів для створення музики.
Алгоритми (або принаймні формальні набори правил) протягом століть використовувались для написання музики; наприклад, правила голосоведення у контрапунктах, часто можуть бути зведені до алгоритмічної визначеності. Термін може використовуватися для опису прийомів створення музики, які працюють без постійного втручання людини, наприклад, шляхом впровадження випадкових процедур.
Деякі алгоритми не мають безпосереднього стосунку до музичної творчості, проте використовуються композиторами як джерело натхнення, наприклад фрактали, статистичні моделі і навіть довільні дані (наприклад, дані перепису, координати ГІС або вимірювання магнітного поля) тощо.

## Моделі алгоритмічної композиції
Залежно від характеру композиційних алгоритмів розрізняють:
1) музику, створену комп'ютером;
2) музику, створену за допомогою комп'ютера.
Музика може вважатися створеною комп'ютером, якщо в алгоритмі закладена можливість самостійно робити вибір в процесі створення.
Залежно від результатів процесу, розрізняють алгоритми, які:
1) генерують нотний текст (або послідовність MIDI), що може бути відтворений на іншому інструменті;
2) виконують синтез звуку (самостійно відтворюють композицію).
Існують алгоритми, які суміщають обидві моделі.
Існує можливість також класифікації алгоритмів за їх структурою і характером генерування даних:
- математичні моделі
- системи, засновані на знаннях
- граматики
- оптимізаційні підходи
- еволюційні методи
- системи, які навчаються
- гібридні системи

### Моделі перекладу
Це підхід до синтезу музики, що ґрунтується на інтерпретації немузичної (неакустичної) інформації як музичної (акустичної). Переклад може виконуватися на основі правил або стохастично . Наприклад, при перекладі малюнка на звук зображення jpeg горизонтальної лінії може інтерпретуватися як звук постійної висоти, тоді як нахилена вгору лінія — як висхідний. Часто програмне забезпечення може шукати певні дані у середовищі та інтерпретуючи їх як ті чи інші властивості звуку, генерувати звуковий потік. Іншим прикладом є «перекладення» тексту на музику, коли програмне забезпечення намагається розпізнати закладені в тексті емоції, використовуючи методи машинного навчання, такі як аналіз настроїв, і представити ці емоції відповідними акордовими послідовностями, наприклад мінорними (якщо переважає сумний настрій) або мажорними (якщо переважає щасливий).

### Математичні моделі
Математичні моделі базуються на математичних рівняннях та випадкових подіях. Найпоширеніший спосіб створення композицій за допомогою математики — це стохастичні процеси. У стохастичних моделях музика складається як результат недетермінованих методів. Композиційний процес лише частково контролюється композитором шляхом зважування можливостей випадкових подій. Видатними прикладами стохастичних алгоритмів є ланцюги Маркова та різні способи використання розподілів Гаусса. Стохастичні алгоритми часто використовуються разом з іншими алгоритмами в різних процесах прийняття рішень.
Музика також може складатися через вивчення природних явищ. Хаотичні моделі дозволяють створити композиції з гармонійних та негармонічних явищ природи. Наприклад, з 1970-х років фрактали вивчаються також як моделі алгоритмічного складу.
Наприклад, онлайн енциклопедія цілих послідовностей надає можливість відтворювати послідовності цілих чисел нотами в межах звичного 12-тонового рівномірно-темперованого строю (в межах 88 клавіш фортепіано, тобто, наприклад, послідовність чисел 123456 озвучуватиметься як хроматична гама в межах тритону).

### Системи на основі знань
Одним зі способів створення композицій ґрунтується на вивченні естетичного коду певного музичного стилю та його використання для створення нових подібних композицій. Ці системи основані на підготовленому заздалегідь наборі аргументів (певних правил).

### Граматика
Музику також можна розглядати як мову з набором правил граматики. Композиції створюються спочатку на основі музичної граматики, яка потім використовується для створення зрозумілих музичних творів. Подібні правила як правило стосуються організації музичних звуків на рівні гармонії та ритму.

### Оптимізаційні підходи
Певні музичні стилі дозволяють розглядати музику як питання комбінаторної оптимізації відповідно до певної цільової функції. Ця цільова функція розглядається, як певний набір правил чи особливостей певного стилю, які можна вивчити, використовуючи методи машинного навчання, такі як моделі Маркова. Дослідники створили музику, використовуючи безліч різних методів оптимізації, включаючи цілочисельне програмування, пошук змінних мікрорайонів та еволюційні методи, про які йдеться у наступному підрозділі.

### Еволюційні методи
Еволюційні методи композиції музики засновані на генетичних алгоритмах. Композиція будується засобами еволюційного процесу. Через мутацію та природний відбір, програма приходить до прийнятної музичної п'єси. Ітеративна дія алгоритму виключає невдалі рішення і створює нові з тих, які були визнані прийнятними. Результати процесу контролює критик, який є невід'ємною частиною процесу.

### Підхід Evo-Devo
Еволюційні методи в поєднанні з процесами розвитку складають підхід evo-devo для створення та оптимізації складних структур. Ці методи були застосовані також до музичної композиції, де музична структура отримується ітераційним процесом, який перетворює дуже просту композицію (складену з декількох нот) у складний повноцінний твір (хай то партитура чи файл MIDI).

### Системи навчання
Системи навчання — це програми, які не мають жодної наперед заданої інформації про музичний стиль, натомість самостійно її отримують зі зразка, наданого користувачем. Цей матеріал стає основою для музичного твору, подібного до прикладу. Цей метод алгоритмічної композиції тісно пов'язаний з алгоритмічним моделюванням стилю, машинною імпровізацією і такими дослідженнями, як когнітивна наука та вивчення нейронних мереж. Ассаяг та Дубнов запропонували Маркову модель змінної довжини для вивчення музичних мотивів та фраз різної довжини. Марчіні та Пурвінз представили систему, яка вивчає структуру аудіозапису ритмічного фрагмента перкусії, використовуючи ланцюги Маркова змінної довжини та кластеризації, що синтезує від нього музичні варіації.

### Гібридні системи
Програми, засновані на єдиній алгоритмічній моделі, рідко досягають естетичних результатів. З цієї причини алгоритми різного типу часто використовуються разом для об'єднання сильних сторін та зменшення слабких сторін цих алгоритмів. Створення гібридних систем для композиції відкрило поле алгоритмічної композиції і створило також безліч нових способів алгоритмічної побудови композицій. Єдиною основною проблемою гібридних систем є їх зростаюча складність та потреба в ресурсах для комбінування та тестування цих алгоритмів.